# Nicolás Blandi
Nicolás Blandi  (Campana, 13 de enero de 1990) es un futbolista argentino. Se desempeña como delantero y actualmente juega en Barracas Central de la Liga Profesional Argentina.

## Trayectoria

### Inicios en Boca Juniors
En la temporada 2009-10 del Torneo de Reserva fue la figura de Boca Juniors convirtiendo muchos goles importantes, entre ellos varios últimos que le sirvieron para consagrarse campeón en este torneo a su equipo. Con 20 años debutó en el primer equipo en la gira por Estados Unidos, al ingresar a los 40' del segundo tiempo en el partido amistoso contra Los Angeles Galaxy. En esa misma gira marcó su primer gol no oficial en la derrota 3 a 2 frente al Portland Timbers. 

### Cedido a Argentinos Juniors
Para adquirir experiencia, en agosto de ese mismo año fue cedido hasta mediados de 2011 a las filas de Argentinos Juniors, equipo que había sido el último campeón del fútbol argentino. Allí, debutó en la Primera División y convirtió su primer gol oficial, tras acumular 553 minutos en los 10 partidos que llevaba disputados. Fue 14 de noviembre contra San Lorenzo, a los 23 minutos del primer tiempo. “El gol fue un desahogo tremendo: se me venía negando y no entendía qué pasaba. Ahora espero que la racha negra se transforme en positiva”, explicó en los vestuarios. “Me erré un montón de goles increíbles y pensé que no la metía más”. Finalizó su préstamo con 6 goles convertidos en la temporada 2010-11.

### Regreso a Boca Juniors
Para la segunda parte de 2011, retornó a Boca Juniors. Aunque en un principio no iba a ser tenido en cuenta por el técnico Julio César Falcioni, entró en los últimos minutos de los partidos, como reemplazo natural de Lucas Viatri. Debutó como titular el 25 de octubre de 2011, frente a Colón y se destacó metiendo los dos goles con los que Boca ganó el cotejo. A finales de diciembre de 2013 fue confirmado su traspaso al Club Atlético San Lorenzo de Almagro, a cambio de US$1.800.000, por 3 años.

### San Lorenzo
Luego de estar ligado a Boca Juniors por dos años y medio, fue transferido a San Lorenzo en enero de 2014, donde fue inscripto para jugar la Copa Libertadores 2014, a pedido del nuevo técnico Edgardo Bauza.

### Cedido a Évian
A principios de 2015 (enero a junio) fue cedido al Évian sin cargo y sin opción de compra para seguir sumando minutos de juego al ser relegado en San Lorenzo por el alto nivel de Mauro Matos y el regreso del lesionado Martín Cauteruccio. Desafortunadamente, sufrió una lesión que solo le permite jugar 6 partidos marcando 1 gol, en su corta estadía en ese club.

### Regreso a San Lorenzo
Una vez finalizada su estadía en el Évian, regresó a San Lorenzo (junio de 2015), donde culminó el torneo con 8 goles. En el segundo semestre de 2016, fue uno de los principales goleadores del torneo y de la Copa Sudamericana 2016.

### Colo-Colo
El 10 de enero de 2020, fue presentado como nuevo refuerzo de Colo-Colo, con un contrato por tres años.

### Unión
El 22 de julio de 2021 llegó a Unión (SF), con un contrato de 18 meses con cláusula de rescisión en diciembre. Jugó solo cuatro partidos ingresando desde el banco, por lo que la dirigencia del club decidió hacer uso de la cláusula para finalizar anticipadamente el vínculo.

### Tercer ciclo en San Lorenzo
El 11 de febrero de 2022 retornó a San Lorenzo, su contrato sería por productividad y finalizaba en diciembre de dicho año pero fue posteriormente renovado hasta finales de 2023. Luego de constantes lesiones y pasar varios meses sin jugar (y a veces ni concentrar), el 4 de febrero del 2023 anotó su primer gol en su vuelta al Ciclón como capitán, ante Lanús, en el último minuto para descontar y que el encuentro finalice en derrota por 2-1: este cruce sería por la segunda fecha del Torneo Binance 2023. Volvería a anotar un doblete ante Sarmiento de Resistencia por los treintaidosavos de la Copa Argentina en marzo del 2023, siendo sus últimos dos goles del año. Ante Central Córdoba el 27 de noviembre de 2023, disputándose la última fecha de la Copa de la Liga, Blandi alcanzó los 200 partidos con San Lorenzo, recibiendo un homenaje con la Copa Libertadores que alcanzó en 2014.

### Defensa y Justicia
El 3 de febrero de 2024, se anuncia que, como jugador libre, firma para Defensa y Justicia. Tras tener poca participación, rescinde su contrato a mitad de año.

### Danubio
El 21 de julio de 2024, se anuncia su contratación por "Danubio", de la Primera División de Uruguay, hasta el 31 de diciembre de 2024.

### Barracas Central
Tras no renovar su contrato en Uruguay, el 31 de enero de 2025, fecha de cierre del mercado de pases argentino, se informa que firma por un año con Barracas Central de la Primera División de Argentina
.

## Estadísticas
| Club                         | Div.                | Temporada           | Liga  | Liga  | Liga   | Copas nacionales | Copas nacionales | Copas nacionales | Torneos internacionales | Torneos internacionales | Torneos internacionales | Total | Total | Total  | Media goleadora |
| Club                         | Div.                | Temporada           | Part. | Goles | Asist. | Part.            | Goles            | Asist.           | Part.                   | Goles                   | Asist.                  | Part. | Goles | Asist. | Media goleadora |
| ---------------------------- | ------------------- | ------------------- | ----- | ----- | ------ | ---------------- | ---------------- | ---------------- | ----------------------- | ----------------------- | ----------------------- | ----- | ----- | ------ | --------------- |
| Argentinos Juniors Argentina | 1.ª                 | 2010-11             | 26    | 6     | 2      | —                | —                | —                | 2                       | 0                       | 0                       | 28    | 6     | 2      | 0.21            |
| Argentinos Juniors Argentina | Total               | Total               | 26    | 6     | 2      | 0                | 0                | 0                | 2                       | 0                       | 0                       | 28    | 6     | 2      | 0.21            |
| Boca Juniors Argentina       | 1.ª                 | 2011-12             | 15    | 6     | 2      | 4                | 2                | 0                | 4                       | 1                       | 0                       | 23    | 9     | 2      | 0.39            |
| Boca Juniors Argentina       | 1.ª                 | 2012-13             | 18    | 4     | 0      | 2                | 2                | 0                | 8                       | 2                       | 1                       | 28    | 8     | 1      | 0.29            |
| Boca Juniors Argentina       | 1.ª                 | 2013-14             | 10    | 3     | 1      | —                | —                | —                | —                       | —                       | —                       | 10    | 3     | 1      | 0.3             |
| Boca Juniors Argentina       | Total               | Total               | 43    | 13    | 3      | 6                | 4                | 0                | 12                      | 3                       | 1                       | 61    | 20    | 4      | 0.33            |
| San Lorenzo Argentina        | 1.ª                 | 2013-14             | 12    | 4     | 2      | —                | —                | —                | 7                       | 1                       | 0                       | 19    | 5     | 2      | 0.11            |
| San Lorenzo Argentina        | 1.ª                 | 2014                | 14    | 0     | 0      | 2                | 0                | 0                | —                       | —                       | —                       | 16    | 0     | 0      | 0.00            |
| → Évian Francia              | 1.ª                 | 2014-15             | 6     | 1     | 0      | —                | —                | —                | —                       | —                       | —                       | 6     | 1     | 0      | 0.17            |
| → Évian Francia              | Total               | Total               | 6     | 1     | 0      | 0                | 0                | 0                | 0                       | 0                       | 0                       | 6     | 1     | 0      | 0.17            |
| → Évian II Francia           | 5.ª                 | 2014-15             | 1     | 0     | 0      | —                | —                | —                | —                       | —                       | —                       | 1     | 0     | 0      | 0.00            |
| → Évian II Francia           | Total               | Total               | 1     | 0     | 0      | 0                | 0                | 0                | 0                       | 0                       | 0                       | 1     | 0     | 0      | 0.00            |
| San Lorenzo Argentina        | 1.ª                 | 2015                | 6     | 2     | 0      | 2                | 0                | 0                | —                       | —                       | —                       | 8     | 2     | 0      | 0.25            |
| San Lorenzo Argentina        | 1.ª                 | 2016                | 14    | 8     | 3      | 1                | 1                | 0                | 3                       | 1                       | 0                       | 18    | 10    | 3      | 0.56            |
| San Lorenzo Argentina        | 1.ª                 | 2016-17             | 23    | 11    | 3      | 3                | 3                | 0                | 14                      | 9                       | 0                       | 40    | 23    | 3      | 0.55            |
| San Lorenzo Argentina        | 1.ª                 | 2017-18             | 22    | 9     | 4      | 2                | 0                | 0                | 5                       | 2                       | 0                       | 29    | 11    | 4      | 0.38            |
| San Lorenzo Argentina        | 1.ª                 | 2018-19             | 12    | 7     | 1      | 4                | 1                | 0                | 8                       | 2                       | 0                       | 24    | 10    | 1      | 0.42            |
| San Lorenzo Argentina        | 1.ª                 | 2019-20             | 8     | 3     | 0      | —                | —                | —                | 1                       | 0                       | 0                       | 9     | 3     | 0      | 0.33            |
| Colo-Colo · Chile            | 1.ª                 | 2020                | 15    | 2     | 0      | 2                | 0                | 0                | 3                       | 0                       | 0                       | 20    | 2     | 0      | 0.1             |
| Colo-Colo · Chile            | 1.ª                 | 2021                | 1     | 0     | 0      | —                | —                | —                | —                       | —                       | —                       | 1     | 0     | 0      | 0.00            |
| Colo-Colo · Chile            | Total               | Total               | 16    | 2     | 0      | 2                | 0                | 0                | 3                       | 0                       | 0                       | 21    | 2     | 0      | 0.1             |
| Unión (SF) Argentina         | 1.ª                 | 2021                | 4     | 0     | 0      | —                | —                | —                | —                       | —                       | —                       | 4     | 0     | 0      | 0.00            |
| Unión (SF) Argentina         | Total               | Total               | 4     | 0     | 0      | 0                | 0                | 0                | 0                       | 0                       | 0                       | 4     | 0     | 0      | 0.00            |
| San Lorenzo Argentina        | 1.ª                 | 2022                | 7     | 0     | 0      | 7                | 0                | 0                | —                       | —                       | —                       | 14    | 0     | 0      | 0.00            |
| San Lorenzo Argentina        | 1.ª                 | 2023                | 12    | 1     | 1      | 1                | 2                | 0                | 6                       | 0                       | 0                       | 19    | 3     | 0      | 0.15            |
| San Lorenzo Argentina        | Total               | Total               | 130   | 45    | 14     | 22               | 7                | 0                | 44                      | 15                      | 0                       | 196   | 67    | 13     | 0.37            |
| Defensa y Justicia Argentina | 1.ª                 | 2024                |       |       |        |                  |                  |                  |                         |                         |                         |       |       |        |                 |
| Defensa y Justicia Argentina | Total               |                     |       |       |        |                  |                  |                  |                         |                         |                         |       |       |        |                 |
| Danubio · Uruguay            | 1.ª                 | 2024                |       |       |        |                  |                  |                  |                         |                         |                         |       |       |        |                 |
| Danubio · Uruguay            | Total               |                     |       |       |        |                  |                  |                  |                         |                         |                         |       |       |        |                 |
| Barracas Central Argentina   | 1.ª                 | 2025                |       |       |        |                  |                  |                  |                         |                         |                         |       |       |        |                 |
| Barracas Central Argentina   | Total               |                     |       |       |        |                  |                  |                  |                         |                         |                         |       |       |        |                 |
| Total en su carrera          | Total en su carrera | Total en su carrera | 226   | 67    | 19     | 30               | 11               | 0                | 61                      | 18                      | 1                       | 317   | 96    | 20     | 0.31            |
| 1. 2. 3.                     |                     |                     |       |       |        |                  |                  |                  |                         |                         |                         |       |       |        |                 |

## Palmarés

### Campeonatos nacionales
| Título                        | Club         | País      | Año     |
| ----------------------------- | ------------ | --------- | ------- |
| Primera División de Argentina | Boca Juniors | Argentina | A-2011  |
| Copa Argentina                | Boca Juniors | Argentina | 2012    |
| Supercopa Argentina           | San Lorenzo  | Argentina | 2015    |
| Copa Chile                    | Colo-Colo    | Chile     | 2019-20 |

### Copas internacionales
| Título            | Club        | País      | Año  |
| ----------------- | ----------- | --------- | ---- |
| Copa Libertadores | San Lorenzo | Argentina | 2014 |